# Szlovákia a 2014. évi téli olimpiai játékokon
Szlovákia az oroszországi Szocsiban megrendezett 2014. évi téli olimpiai játékok egyik részt vevő nemzete volt. Az országot az olimpián 9 sportágban 63 sportoló képviselte, akik összesen 1 érmet szereztek.

## Érmesek
| Érem  | Versenyző          | Sportág | Versenyszám       |
| ----- | ------------------ | ------- | ----------------- |
| Arany | Anastasiya Kuzmina | Biatlon | Női 7,5 km sprint |

## Alpesisí
Férfi
| Versenyző     | Versenyszám            | 1. futam      | 1. futam      | 2. futam      | 2. futam      | Összesítés | Összesítés |
| Versenyző     | Versenyszám            | Idő           | Hely.         | Idő           | Hely.         | Idő        | Helyezés   |
| ------------- | ---------------------- | ------------- | ------------- | ------------- | ------------- | ---------- | ---------- |
| Martin Bendík | Lesiklás               |               |               |               |               | 2:15,39    | 45.        |
| Martin Bendík | Szuperóriás-műlesiklás |               |               |               |               | 1:23,06    | 43.        |
| Adam Žampa    | Műlesiklás             | 49,34         | 26.           | 53,94         | 1.            | 1:43,28    | 6.         |
| Adam Žampa    | Óriás-műlesiklás       | 1:23,13       | 20.           | 1:25,28       | 26.           | 2:48,41    | 22.        |
| Adam Žampa    | Szuperóriás-műlesiklás |               |               |               |               | 1:20,95    | 28.        |
| Andreas Žampa | Műlesiklás             | 58,65         | 67.           | nem ért célba | nem ért célba | kiesett    | kiesett    |
| Andreas Žampa | Óriás-műlesiklás       | 1:25,54       | 36.           | 1:26,08       | 32.           | 2:51,62    | 32.        |
| Andreas Žampa | Szuperóriás-műlesiklás |               |               |               |               | 1:22,42    | 36.        |
| Matej Falat   | Műlesiklás             | nem ért célba | nem ért célba | kiesett       | kiesett       | kiesett    | kiesett    |
| Matej Falat   | Szuperóriás-műlesiklás |               |               |               |               | 1:22,81    | 42.        |

| Versenyző     | Versenyszám | Lesiklás      | Lesiklás      | Műlesiklás | Műlesiklás | Összesítés | Összesítés |
| Versenyző     | Versenyszám | Idő           | Hely.         | Idő        | Hely.      | Idő        | Helyezés   |
| ------------- | ----------- | ------------- | ------------- | ---------- | ---------- | ---------- | ---------- |
| Adam Žampa    | Összetett   | 1:56,23       | 27.           | 50,11      | 1.         | 2:46,34    | 5.         |
| Matej Falat   | Összetett   | nem ért célba | nem ért célba | kiesett    | kiesett    | kiesett    | kiesett    |
| Martin Bendík | Összetett   | nem ért célba | nem ért célba | kiesett    | kiesett    | kiesett    | kiesett    |

Női
| Versenyző         | Versenyszám            | 1. futam      | 1. futam      | 2. futam      | 2. futam      | Összesítés    | Összesítés    |
| Versenyző         | Versenyszám            | Idő           | Hely.         | Idő           | Hely.         | Idő           | Helyezés      |
| ----------------- | ---------------------- | ------------- | ------------- | ------------- | ------------- | ------------- | ------------- |
| Kristina Saalová  | Lesiklás               |               |               |               |               | 1:45,98       | 31.           |
| Kristina Saalová  | Óriás-műlesiklás       | nem ért célba | nem ért célba | kiesett       | kiesett       | kiesett       | kiesett       |
| Kristina Saalová  | Szuperóriás-műlesiklás |               |               |               |               | nem ért célba | nem ért célba |
| Jana Gantnerová   | Műlesiklás             | 59,26         | =31.          | nem ért célba | nem ért célba | kiesett       | kiesett       |
| Barbara Kantorová | Műlesiklás             | nem ért célba | nem ért célba | kiesett       | kiesett       | kiesett       | kiesett       |
| Barbara Kantorová | Óriás-műlesiklás       | 1:24,72       | 43.           | 1:23,09       | 36.           | 2:47,81       | 38.           |
| Barbara Kantorová | Szuperóriás-műlesiklás |               |               |               |               | 1:28,91       | 22.           |
| Petra Vlhová      | Műlesiklás             | 56,42         | 18.           | 53,74         | 23.           | 1:50,16       | 19.           |
| Petra Vlhová      | Óriás-műlesiklás       | 1:21,86       | 27.           | 1:19,83       | 23.           | 2:41,69       | 24.           |
| Barbora Lukáčová  | Műlesiklás             | nem ért célba | nem ért célba | kiesett       | kiesett       | kiesett       | kiesett       |
| Barbora Lukáčová  | Óriás-műlesiklás       | 1:25,59       | 49.           | 1:25,07       | 44.           | 2:50,66       | 45.           |

| Versenyző        | Versenyszám | Lesiklás | Lesiklás | Műlesiklás    | Műlesiklás    | Összesítés | Összesítés |
| Versenyző        | Versenyszám | Idő      | Hely.    | Idő           | Hely.         | Idő        | Helyezés   |
| ---------------- | ----------- | -------- | -------- | ------------- | ------------- | ---------- | ---------- |
| Jana Gantnerová  | Összetett   | 1:47,24  | 27.      | nem ért célba | nem ért célba | kiesett    | kiesett    |
| Kristina Saalová | Összetett   | 1:48,21  | 30.      | nem ért célba | nem ért célba | kiesett    | kiesett    |

## Biatlon
Férfi
| Versenyző                                                | Versenyszám            | Időeredmény | Lövőhiba    | Helyezés |
| -------------------------------------------------------- | ---------------------- | ----------- | ----------- | -------- |
| Matej Kazar                                              | 10 km sprint           | 26:04,8     | 3 (2+1)     | 37.      |
| Matej Kazar                                              | 12,5 km üldözőverseny  | 35:38,4     | 3 (1+0+1+1) | 23.      |
| Matej Kazar                                              | 15 km tömegrajtos      | 44:25,6     | 2 (0+1+1+0) | 15.      |
| Matej Kazar                                              | 20 km egyéni indításos | 51:56,9     | 2 (1+0+1+0) | 19.      |
| Pavol Hurajt                                             | 10 km sprint           | 26:45,8     | 0 (0+0)     | 52.      |
| Pavol Hurajt                                             | 12,5 km üldözőverseny  | 39:14,3     | 1 (1+0+0+0) | 52.      |
| Pavol Hurajt                                             | 20 km egyéni indításos | 52:53,3     | 1 (0+1+0+0) | 28.      |
| Tomáš Hasilla                                            | 10 km sprint           | 27:05,4     | 3 (2+1)     | 65.      |
| Tomáš Hasilla                                            | 20 km egyéni indításos | 54:16,9     | 2 (1+1+0+0) | 43.      |
| Martin Otcenas                                           | 10 km sprint           | 27:07,8     | 3 (1+2)     | 68.      |
| Miroslav Matiaško                                        | 20 km egyéni indításos | 55:58,7     | 4 (1+1+0+2) | 58.      |
| Pavol Hurajt Tomas Hasilla Miroslav Matiaško Matej Kazár | 4 × 7,5 km váltó       | 1:15:23,8   | 1+9         | 12.      |

Női
| Versenyző                                                           | Versenyszám            | Időeredmény | Lövőhiba    | Helyezés |
| ------------------------------------------------------------------- | ---------------------- | ----------- | ----------- | -------- |
| Anastasiya Kuzmina                                                  | 7,5 km sprint          | 21:06,8     | 0 (0+0)     |          |
| Anastasiya Kuzmina                                                  | 10 km üldözőverseny    | 30:29,1     | 2 (0+1+0+1) | 6.       |
| Anastasiya Kuzmina                                                  | 12,5 km tömegrajtos    | 38:50,3     | 5 (0+2+2+1) | 26.      |
| Anastasiya Kuzmina                                                  | 15 km egyéni indításos | 48:14,1     | 4 (0+1+0+3) | 27.      |
| Jana Gereková                                                       | 7,5 km sprint          | 22:58,0     | 3 (1+2)     | 43.      |
| Jana Gereková                                                       | 10 km üldözőverseny    | 32:57,7     | 4 (2+0+0+2) | 35.      |
| Jana Gereková                                                       | 15 km egyéni indításos | 50:20,8     | 5 (0+1+1+3) | 50.      |
| Martina Chrapanová                                                  | 7,5 km sprint          | 23:48,3     | 2 (0+2)     | 62.      |
| Martina Chrapanová                                                  | 15 km egyéni indításos | 52:00,5     | 5 (2+0+1+2) | 59.      |
| Paulina Fialková                                                    | 7,5 km sprint          | 24:27,1     | 3 (3+0)     | 72.      |
| Terezia Poliakova                                                   | 15 km egyéni indításos | 53:19,8     | 6 (0+3+1+2) | 66.      |
| Jana Gereková Paulína Fialková Terézia Poliaková Martina Chrapánová | 4 × 6 km váltó         | lekörözték  | 5+19        | 14.      |

Vegyes
| Versenyző                                                 | Versenyszám  | Időeredmény | Lövőhiba | Helyezés |
| --------------------------------------------------------- | ------------ | ----------- | -------- | -------- |
| Jana Gereková Anastasiya Kuzmina Pavol Hurajt Matej Kazár | Vegyes váltó | 1:11:04,7   | 0+10     | 5.       |

## Bob
Férfi
| Versenyző                                                | Versenyszám | 1. futam | 1. futam | 2. futam | 2. futam | 3. futam | 3. futam | 4. futam | 4. futam | Összesítés | Összesítés |
| Versenyző                                                | Versenyszám | Idő      | Hely.    | Idő      | Hely.    | Idő      | Hely.    | Idő      | Hely.    | Idő        | Helyezés   |
| -------------------------------------------------------- | ----------- | -------- | -------- | -------- | -------- | -------- | -------- | -------- | -------- | ---------- | ---------- |
| Milan Jagnešák* Lukas Kozienka Juraj Mokráš Petr Narovec | Négyes      | 56,56    | 27.      | 56,37    | 25.      | 56,51    | 26.      | kiesett  | kiesett  | 2:49,44    | 23.        |

* – a bob vezetője

## Jégkorong

### Férfi
| Szlovák nemzeti férfi jégkorongcsapat-játékoskeret | Szlovák nemzeti férfi jégkorongcsapat-játékoskeret | Szlovák nemzeti férfi jégkorongcsapat-játékoskeret | Szlovák nemzeti férfi jégkorongcsapat-játékoskeret | Szlovák nemzeti férfi jégkorongcsapat-játékoskeret | Szlovák nemzeti férfi jégkorongcsapat-játékoskeret | Szlovák nemzeti férfi jégkorongcsapat-játékoskeret |
| #                                                  | Név                                                | Poszt                                              | Magasság                                           | Súly                                               | Kor                                                | Klub                                               |
| -------------------------------------------------- | -------------------------------------------------- | -------------------------------------------------- | -------------------------------------------------- | -------------------------------------------------- | -------------------------------------------------- | -------------------------------------------------- |
| 31                                                 | Peter Budaj                                        | K                                                  | 183 cm                                             | 91 kg                                              | 1982. szeptember 18. (31 évesen)                   | Montréal Canadiens                                 |
| 41                                                 | Jaroslav Halák                                     | K                                                  | 179 cm                                             | 84 kg                                              | 1985. május 13. (28 évesen)                        | St. Louis Blues                                    |
| 50                                                 | Ján Laco                                           | K                                                  | 181 cm                                             | 83 kg                                              | 1981. december 1. (32 évesen)                      | HK Donbassz Doneck                                 |
| 7                                                  | Ivan Baranka                                       | V                                                  | 188 cm                                             | 92 kg                                              | 1985. május 19. (28 évesen)                        | HK Avangard Omszk                                  |
| 33                                                 | Zdeno Chára C                                      | V                                                  | 206 cm                                             | 117 kg                                             | 1977. március 18. (36 évesen)                      | Boston Bruins                                      |
| 68                                                 | Milan Jurčina                                      | V                                                  | 193 cm                                             | 114 kg                                             | 1983. június 7. (30 évesen)                        | TPS Turku                                          |
| 52                                                 | Martin Marinčin                                    | V                                                  | 192 cm                                             | 82 kg                                              | 1992. február 18. (21 évesen)                      | Edmonton Oilers                                    |
| 14                                                 | Andrej Meszároš                                    | V                                                  | 188 cm                                             | 99 kg                                              | 1985. október 13. (28 évesen)                      | Philadelphia Flyers                                |
| 44                                                 | Andrej Sekera                                      | V                                                  | 183 cm                                             | 91 kg                                              | 1986. június 8. (27 évesen)                        | Carolina Hurricanes                                |
| 17                                                 | Ľubomír Višňovský                                  | V                                                  | 178 cm                                             | 89 kg                                              | 1976. augusztus 11. (37 évesen)                    | New York Islanders                                 |
| 23                                                 | René Vydarený                                      | V                                                  | 186 cm                                             | 92 kg                                              | 1981. május 6. (32 évesen)                         | HK Hradec Kralove                                  |
| 61                                                 | Milan Bartovič                                     | T                                                  | 182 cm                                             | 88 kg                                              | 1981. április 9. (32 évesen)                       | HC Slovan Bratislava                               |
| 26                                                 | Michal Handzuš                                     | T                                                  | 196 cm                                             | 98 kg                                              | 1977. március 11. (36 évesen)                      | Chicago Blackhawks                                 |
| 81                                                 | Marián Hossa                                       | T                                                  | 187 cm                                             | 95 kg                                              | 1979. január 12. (35 évesen)                       | Chicago Blackhawks                                 |
| 88                                                 | Marcel Hossa                                       | T                                                  | 187 cm                                             | 99 kg                                              | 1981. október 12. (32 évesen)                      | HK Dinamo Rīga                                     |
| 13                                                 | Tomáš Jurčo                                        | T                                                  | 188 cm                                             | 85 kg                                              | 1992. december 28. (21 évesen)                     | Detroit Red Wings                                  |
| 82                                                 | Tomáš Kopecký                                      | T                                                  | 190 cm                                             | 91 kg                                              | 1982. február 5. (32 évesen)                       | Florida Panthers                                   |
| 65                                                 | Tomáš Marcinko                                     | T                                                  | 193 cm                                             | 94 kg                                              | 1988. április 11. (25 évesen)                      | HC Košice                                          |
| 91                                                 | Michel Miklík                                      | T                                                  | 184 cm                                             | 90 kg                                              | 1982. július 31. (31 évesen)                       | HC Slovan Bratislava                               |
| 28                                                 | Richard Pánik                                      | T                                                  | 187 cm                                             | 94 kg                                              | 1991. február 7. (23 évesen)                       | Tampa Bay Lightning                                |
| 92                                                 | Branko Radivojevic                                 | T                                                  | 187 cm                                             | 93 kg                                              | 1980. november 24. (33 évesen)                     | HC Slovan Bratislava                               |
| 43                                                 | Tomáš Surový                                       | T                                                  | 186 cm                                             | 98 kg                                              | 1981. szeptember 24. (32 évesen)                   | HK Dinama Minszk                                   |
| 90                                                 | Tomáš Tatar                                        | T                                                  | 179 cm                                             | 84 kg                                              | 1990. december 1. (23 évesen)                      | Detroit Red Wings                                  |
| 67                                                 | Tomáš Záborský                                     | T                                                  | 181 cm                                             | 91 kg                                              | 1987. november 14. (26 évesen)                     | Szalavat Julajev Ufa                               |
| 85                                                 | Peter Ölvecký                                      | T                                                  | 188 cm                                             | 97 kg                                              | 1985. október 11. (28 évesen)                      | HC Slovan Bratislava                               |
| Vezetőedző:                                        |                                                    |                                                    |                                                    |                                                    |                                                    |                                                    |

Csoportkör
A csoport
| Hely. | Csapat                 | M | Gy | HGy | HV | V | G+ | G– | Gk  | P | Továbbjutás |
| ----- | ---------------------- | - | -- | --- | -- | - | -- | -- | --- | - | ----------- |
| 1.    | Egyesült Államok (USA) | 3 | 2  | 1   | 0  | 0 | 15 | 4  | +11 | 8 | Negyeddöntő |
| 2.    | Oroszország (RUS)      | 3 | 1  | 1   | 1  | 0 | 8  | 5  | +3  | 6 | Rájátszás   |
| 3.    | Szlovénia (SVN)        | 3 | 1  | 0   | 0  | 2 | 6  | 11 | −5  | 3 | Rájátszás   |
| 4.    | Szlovákia (SVK)        | 3 | 0  | 0   | 1  | 2 | 2  | 11 | −9  | 1 | Rájátszás   |

| 2014. február 13. 16:30 (13:30) | Szlovákia (SVK) | 1–7 (0–1, 1–6, 0–0) | Egyesült Államok (USA) | Sajba Aréna, Szocsi Nézőszám: 4119 |

| Jegyzőkönyv | Jegyzőkönyv                | Jegyzőkönyv                                     | Jegyzőkönyv    | Jegyzőkönyv                                                                      |
| --- | -------------------------- | ----------------------------------------------- | -------------- | -------------------------------------------------------------------------------- |
| | Jaroslav Halák Peter Budaj | Kapusok                                         | Jonathan Quick | Játékvezetők: Antonín Jeřábek Kevin Pollock Vonalbírók: Mark Wheler Jesse Wilmot |
| \| \| 0–1 \| 14:27 – J. Carlson (P. Kessel, J. van Riemsdyk) \| \| T. Tatar (M. Hossa) – 20:24 \| 1–1 \| \| \| \| 1–2 \| 21:26 – R. Kesler (P. Kane) \| \| \| 1–3 \| 22:32 – P. Stastny (M. Pacioretty, T. J. Oshie) \| \| \| 1–4 \| 28:16 – D. Backes (P. Kessel) \| \| \| 1–5 \| 33:30 – P. Stastny (K. Shatternik, T. J. Oshie) \| \| \| 1–6 \| 34:20 – P. Kessel (R. Kesler, J. van Riemsdyk) \| \| \| 1–7 \| 35:17 – D. Brown (J. Carlson, P.Kane) \| |                            |                                                 |                | Játékvezetők: Antonín Jeřábek Kevin Pollock Vonalbírók: Mark Wheler Jesse Wilmot |
| 4 perc | Büntetések                 | 2 perc                                          |                | Játékvezetők: Antonín Jeřábek Kevin Pollock Vonalbírók: Mark Wheler Jesse Wilmot |
| 23 | Lövések                    | 33                                              |                | Játékvezetők: Antonín Jeřábek Kevin Pollock Vonalbírók: Mark Wheler Jesse Wilmot |
| | 0–1                        | 14:27 – J. Carlson (P. Kessel, J. van Riemsdyk) |                | Játékvezetők: Antonín Jeřábek Kevin Pollock Vonalbírók: Mark Wheler Jesse Wilmot |
| T. Tatar (M. Hossa) – 20:24 | 1–1                        |                                                 |                | Játékvezetők: Antonín Jeřábek Kevin Pollock Vonalbírók: Mark Wheler Jesse Wilmot |
| | 1–2                        | 21:26 – R. Kesler (P. Kane)                     |                | Játékvezetők: Antonín Jeřábek Kevin Pollock Vonalbírók: Mark Wheler Jesse Wilmot |
| | 1–3                        | 22:32 – P. Stastny (M. Pacioretty, T. J. Oshie) |                |                                                                                  |
| | 1–4                        | 28:16 – D. Backes (P. Kessel)                   |                |                                                                                  |
| | 1–5                        | 33:30 – P. Stastny (K. Shatternik, T. J. Oshie) |                |                                                                                  |
| | 1–6                        | 34:20 – P. Kessel (R. Kesler, J. van Riemsdyk)  |                |                                                                                  |
| | 1–7                        | 35:17 – D. Brown (J. Carlson, P.Kane)           |                |                                                                                  |

| 2014. február 15. 12:00 (9:00) | Szlovákia (SVK) | 1–3 (0–0, 0–0, 1–3) | Szlovénia (SLO) | Bolsoj Jégcsarnok, Szocsi Nézőszám: 7438 |

| Jegyzőkönyv | Jegyzőkönyv    | Jegyzőkönyv                                    | Jegyzőkönyv    | Jegyzőkönyv                                                                       |
| --- | -------------- | ---------------------------------------------- | -------------- | --------------------------------------------------------------------------------- |
| | Jaroslav Halák | Kapusok                                        | Robert Kristan | Játékvezetők: Konsztantyin Olenyin Tim Peel Vonalbírók: Derek Amell Ivan Gyedovla |
| \| \| 0–1 \| 43:23 – R. Tičar (Ž. Jeglič, R. Sabolič) (PP1) \| \| \| 0–2 \| 48:59 – T. Razingar (J. Urbas, D. Rodman) \| \| \| 0–3 \| 49:22 – A. Kopitar (J. Muršak) \| \| T. Jurčo (T. Záborský, Z. Chára) (PP1) – 59:42 \| 1–3 \| \| |                |                                                |                | Játékvezetők: Konsztantyin Olenyin Tim Peel Vonalbírók: Derek Amell Ivan Gyedovla |
| 8 perc | Büntetések     | 10 perc                                        |                | Játékvezetők: Konsztantyin Olenyin Tim Peel Vonalbírók: Derek Amell Ivan Gyedovla |
| 28 | Lövések        | 31                                             |                | Játékvezetők: Konsztantyin Olenyin Tim Peel Vonalbírók: Derek Amell Ivan Gyedovla |
| | 0–1            | 43:23 – R. Tičar (Ž. Jeglič, R. Sabolič) (PP1) |                | Játékvezetők: Konsztantyin Olenyin Tim Peel Vonalbírók: Derek Amell Ivan Gyedovla |
| | 0–2            | 48:59 – T. Razingar (J. Urbas, D. Rodman)      |                | Játékvezetők: Konsztantyin Olenyin Tim Peel Vonalbírók: Derek Amell Ivan Gyedovla |
| | 0–3            | 49:22 – A. Kopitar (J. Muršak)                 |                | Játékvezetők: Konsztantyin Olenyin Tim Peel Vonalbírók: Derek Amell Ivan Gyedovla |
| T. Jurčo (T. Záborský, Z. Chára) (PP1) – 59:42 | 1–3            |                                                |                |                                                                                   |

| 2014. február 16. 16:30 (13:30) | Oroszország (RUS) | 1–0 (sz.) (0–0, 0–0, 0–0) (h.u.: 0–0) (sz.: 1–0) | Szlovákia (SVK) | Bolsoj Jégcsarnok, Szocsi Nézőszám: 11 097 |

| Jegyzőkönyv             | Jegyzőkönyv      | Jegyzőkönyv         | Jegyzőkönyv | Jegyzőkönyv                                                                           |
| ----------------------- | ---------------- | ------------------- | ----------- | ------------------------------------------------------------------------------------- |
|                         | Szemjon Varlamov | Kapusok             | Ján Laco    | Játékvezetők: Lars Brüggemann Kelly Sutherland Vonalbírók: Chris Carlson Andy McElman |
|                         |                  |                     |             | Játékvezetők: Lars Brüggemann Kelly Sutherland Vonalbírók: Chris Carlson Andy McElman |
| A. Radulov I. Kovalcsuk | Szétlövés        | M. Handzuš T. Tatar |             | Játékvezetők: Lars Brüggemann Kelly Sutherland Vonalbírók: Chris Carlson Andy McElman |
| 4 perc                  | Büntetések       | 10 perc             |             | Játékvezetők: Lars Brüggemann Kelly Sutherland Vonalbírók: Chris Carlson Andy McElman |
| 37                      | Lövések          | 27                  |             | Játékvezetők: Lars Brüggemann Kelly Sutherland Vonalbírók: Chris Carlson Andy McElman |

Rájátszás a negyeddöntőbe jutásért
| 2014. február 18. 21:00 (18:00) | Csehország (CZE) | 5–3 (3–0, 1–1, 1–2) | Szlovákia (SVK) | Sajba Aréna, Szocsi Nézőszám: 3628 |

| Jegyzőkönyv | Jegyzőkönyv    | Jegyzőkönyv                                | Jegyzőkönyv | Jegyzőkönyv                                                                         |
| --- | -------------- | ------------------------------------------ | ----------- | ----------------------------------------------------------------------------------- |
| | Ondřej Pavelec | Kapusok                                    | Ján Laco    | Játékvezetők: Tim Peel Marcus Vinnerborg Vonalbírók: Lonnie Cameron Sakari Suominen |
| \| A. Hemský (T. Kaberle, J. Voráček) (PP) – 06:53 \| 1–0 \| \| \| R. Červenka (J. Jágr, T. Plekanec) – 07:22 \| 2–0 \| \| \| D. Krejčí (T. Kaberle, R. Gudas) (PP) – 17:03 \| 3–0 \| \| \| R. Červenka – 35:41 \| 4–0 \| \| \| \| 4–1 \| 38:57 – M. Hossa (A. Sekera, M. Handzuš) \| \| \| 4–2 \| 47:20 – M. Hossa (T. Tatar, M. Handzuš) \| \| \| 4–3 \| 48:51 – T. Surový (A. Sekera, M. Bartovič) \| \| T. Plekanec (D. Krejčí) (ENG, PP) – 59:21 \| 5–3 \| \| |                |                                            |             | Játékvezetők: Tim Peel Marcus Vinnerborg Vonalbírók: Lonnie Cameron Sakari Suominen |
| 2 perc | Büntetések     | 10 perc                                    |             | Játékvezetők: Tim Peel Marcus Vinnerborg Vonalbírók: Lonnie Cameron Sakari Suominen |
| 29 | Lövések        | 32                                         |             | Játékvezetők: Tim Peel Marcus Vinnerborg Vonalbírók: Lonnie Cameron Sakari Suominen |
| A. Hemský (T. Kaberle, J. Voráček) (PP) – 06:53 | 1–0            |                                            |             | Játékvezetők: Tim Peel Marcus Vinnerborg Vonalbírók: Lonnie Cameron Sakari Suominen |
| R. Červenka (J. Jágr, T. Plekanec) – 07:22 | 2–0            |                                            |             | Játékvezetők: Tim Peel Marcus Vinnerborg Vonalbírók: Lonnie Cameron Sakari Suominen |
| D. Krejčí (T. Kaberle, R. Gudas) (PP) – 17:03 | 3–0            |                                            |             | Játékvezetők: Tim Peel Marcus Vinnerborg Vonalbírók: Lonnie Cameron Sakari Suominen |
| R. Červenka – 35:41 | 4–0            |                                            |             |                                                                                     |
| | 4–1            | 38:57 – M. Hossa (A. Sekera, M. Handzuš)   |             |                                                                                     |
| | 4–2            | 47:20 – M. Hossa (T. Tatar, M. Handzuš)    |             |                                                                                     |
| | 4–3            | 48:51 – T. Surový (A. Sekera, M. Bartovič) |             |                                                                                     |
| T. Plekanec (D. Krejčí) (ENG, PP) – 59:21 | 5–3            |                                            |             |                                                                                     |

| Csapat          | Helyezés |
| --------------- | -------- |
| Szlovákia (SVK) | 11.      |

## Műkorcsolya
| Versenyző       | Versenyszám | Rövid program | Rövid program | Kűr   | Kűr   | Összesítés | Összesítés |
| Versenyző       | Versenyszám | Pont          | Hely.         | Pont  | Hely. | Pont       | Helyezés   |
| --------------- | ----------- | ------------- | ------------- | ----- | ----- | ---------- | ---------- |
| Nicole Rajičová | Női egyéni  | 49,80         | 21.           | 75,20 | 24.   | 125,00     | 24.        |

## Rövidpályás gyorskorcsolya
Női
| Versenyző      | Versenyszám | Előfutam | Előfutam | Elődöntő | Elődöntő | B döntő | B döntő | Döntő   | Döntő   | Helyezés |
| Versenyző      | Versenyszám | Idő      | Hely.    | Idő      | Hely.    | Idő     | Hely.   | Idő     | Hely.   | Helyezés |
| -------------- | ----------- | -------- | -------- | -------- | -------- | ------- | ------- | ------- | ------- | -------- |
| Tatiana Bodova | 1500 m      | 2:31,788 | 5.       | kiesett  | kiesett  | kiesett | kiesett | kiesett | kiesett | 29.      |

## Síakrobatika
Akrobatika
| Versenyző        | Versenyszám    | Selejtező | Selejtező | Selejtező | Döntő    | Döntő    | Döntő    |
| Versenyző        | Versenyszám    | 1. futam  | 2. futam  | Hely.     | 1. futam | 2. futam | Helyezés |
| ---------------- | -------------- | --------- | --------- | --------- | -------- | -------- | -------- |
| Natália Šlepecká | Női slopestyle | 34,60     | 32,60     | 18.       | kiesett  | kiesett  | kiesett  |
| Zuzana Stromková | Női slopestyle | 24,40     | 20,20     | 20.       | kiesett  | kiesett  | kiesett  |

## Sífutás
Férfi
| Versenyző                    | Versenyszám  | Selejtező | Selejtező | Negyeddöntő | Negyeddöntő | Elődöntő | Elődöntő | Döntő     | Döntő    |
| Versenyző                    | Versenyszám  | Idő       | Hely.     | Idő         | Hely.       | Idő      | Hely.    | Idő       | Helyezés |
| ---------------------------- | ------------ | --------- | --------- | ----------- | ----------- | -------- | -------- | --------- | -------- |
| Martin Bajčičák              | 15 km        |           |           |             |             |          |          | 40:28,0   | 23.      |
| Martin Bajčičák              | 30 km        |           |           |             |             |          |          | 1:11:00,1 | 31.      |
| Martin Bajčičák              | 50 km        |           |           |             |             |          |          | 1:47:34,4 | 14.      |
| Peter Mlynár                 | 15 km        |           |           |             |             |          |          | 42:50,3   | 51.      |
| Peter Mlynár                 | Sprint       | 3:51,76   | 66.       | kiesett     | kiesett     | kiesett  | kiesett  | kiesett   | 66.      |
| Peter Mlynár Martin Bajčičák | Csapatsprint |           |           |             |             | 24:58,06 | 9.       | kiesett   | 16.      |

Női
| Versenyző                           | Versenyszám  | Selejtező | Selejtező | Negyeddöntő | Negyeddöntő | Elődöntő | Elődöntő | Döntő   | Döntő    |
| Versenyző                           | Versenyszám  | Idő       | Hely.     | Idő         | Hely.       | Idő      | Hely.    | Idő     | Helyezés |
| ----------------------------------- | ------------ | --------- | --------- | ----------- | ----------- | -------- | -------- | ------- | -------- |
| Alena Procházková                   | 10 km        |           |           |             |             |          |          | 32:08,4 | 50.      |
| Alena Procházková                   | Sprint       | 2:41,95   | 39.       | kiesett     | kiesett     | kiesett  | kiesett  | kiesett | 39.      |
| Daniela Kotschová                   | Sprint       | 2:49,81   | 55.       | kiesett     | kiesett     | kiesett  | kiesett  | kiesett | 55.      |
| Alena Procházková Daniela Kotschová | Csapatsprint |           |           |             |             | 18:51,94 | 7.       | kiesett | 16.      |

## Szánkó
| Versenyző                                                 | Versenyszám  | 1. futam | 1. futam | 2. futam | 2. futam | 3. futam | 3. futam | 4. futam | 4. futam | Összesítés | Összesítés |
| Versenyző                                                 | Versenyszám  | Idő      | Hely.    | Idő      | Hely.    | Idő      | Hely.    | Idő      | Hely.    | Idő        | Helyezés   |
| --------------------------------------------------------- | ------------ | -------- | -------- | -------- | -------- | -------- | -------- | -------- | -------- | ---------- | ---------- |
| Jozef Ninis                                               | Férfi egyes  | 53,143   | 22.      | 52,932   | 21.      | 52,492   | 20.      | 52,564   | 21.      | 3:31,131   | 20.        |
| Jozef Petrulák Marián Zemaník                             | Kettes       | 50,548   | 13.      | 50,409   | 12.      |          |          |          |          | 1:40,957   | 12.        |
| Marek Solčanský Karol Stuchlák                            | Kettes       | 50,904   | 16.      | 51,481   | 18.      |          |          |          |          | 1:42,385   | 16.        |
| Viera Gburova                                             | Női egyes    | 51,928   | 27.      | 51,422   | 23.      | 51,782   | 25.      | 51,565   | 23.      | 3:26,697   | 25.        |
| Viera Gburová Jozef Ninis Marian Zemaník / Jozef Petrulák | Vegyes váltó |          |          |          |          |          |          |          |          | 2:50,165   | 10.        |